# Simon Marius
Simon Marius, född 10 januari 1573 i Gunzenhausen (Bayern), död 26 december 1624 i Ansbach (Bayern), var en tysk astronom.
År 1614 publicerade han sitt verk Mundus Iovialis där han beskrev Jupiter och dess månar. Han hävdade att han hade upptäckt planetens fyra största månar ett par dagar före Galileo. Detta ledde till ett gräl med Galileo, där Galileo anklagade Marius för att ha kopierat hans arbete och hävdade att Mundus Iovialis bara var ett plagiat. Idag anser man att det är möjligt att Marius upptäckte månarna oberoende av Galileo dock ett par dagar senare. De namn som månarna har idag (Io, Europa, Ganymedes och Callisto) är de namn som Marius gav dem.

## Eftermäle
Asteroiden 7984 Marius är uppkallad efter Simon Marius.

## Webbplats
- Marius portal Matematiker – läkare – astronomen